# Белок синдрома Вискотта — Олдрича
Белок синдрома Вискотта — Олдрича (англ. The Wiskott–Aldrich Syndrome Protein, WASp) состоит из 502 остатков аминокислот и имеет сложное доменное строение. Он экспрессируется в гемопоэтических клетках, играет важную роль в реорганизации цитоскелета, сигнальной трансдукции и апоптозе.
Ген WAS, мутации в котором приводят к развитию синдрома Вискотта — Олдрича, локализован на коротком плече Х-хромосомы в области Хp11.4 — Хp11.21. Точнее, ген WAS расположен от 48,683,789 до 48,691,426-й пары оснований на Х-хромосоме. Картирование гена было произведено в 1994 году, было установлено, что ген WAS состоит из 12 экзонов и 11 интронов общей протяженностью приблизительно 1800 пар нуклеотидов.
На С-конце белка WASp, в непосредственной близости один от другого, расположены домены связывания мономерного актина и Агр2/3-комплекса. Это обеспечивает пространственное сближение этих молекул и облегчает процесс полимеризации актина. На N-конце и в центральной части белка находятся различные регуляторные домены (WH1, GBD, Роlу-Рrо-участок), обеспечивающие взаимосвязь со множеством специальных белковых молекул и фосфолипидов мембран. Таким образом, белок WASp может служить посредником при взаимодействии различных специфических факторов с мембранными структурами и участвовать в процессе полимеризации актина.
Возникновение мутации в гене, ответственном за синтез белка WASp, приводит к появлению дефектной формы белка или к полному его отсутствию, что влечёт за собой развитие нарушений иммунитета и гемостаза. Известно не менее 350 мутаций в гене WAS, ответственных за развитие Х-сцепленного синдрома Вискотта — Олдрича. Основное их количество приходится на нуклеотидные замены (миссенс-/нонсенс-мутации), мутации сплайсинга и малые делеции. Выявляются так же малые инсерции и большие делеции.
У больных с миссенс-мутациями, как правило, наблюдается лёгкое течение заболевания, проявляющееся преимущественно тромбоцитопенией. Для пациентов с различными делециями, вставками нуклеотидов, нонсенс-мутациями и мутациями сайтов сплайсинга характерны более тяжёлые клинические проявления.